# Azzedine Mihoubi
Azzedine Mihoubi (Aïn Khadra, 1 de enero de 1959) es un periodista, poeta, novelista y político argelino. Fue Ministro de Cultura de Argelia de 2015 a 2019. Fue Secretario General Interino del partido Agrupación Nacional para la Democracia (RND) desde el 20 de julio de 2019. Fue candidato a las elecciones presidenciales argelinas de 2019 por el partido Agrupación Nacional para la Democracia en dónde fue derrotado al obtener el 7.26% de los votos.

## Biografía
Azzedine Mihoubi nació el 1 de enero de 1959 en Khadra. En 1979, interrumpió una licenciatura en literatura y artes visuales. En 1984, se graduó de la Escuela Nacional de Administración de Argel en la sección de administración general.
Mihoubi inició su carrera como periodista en 1986. En 1996, se convirtió en el jefe de noticias de la televisión argelina. Un puesto que ocupará dos años. En 2006, se convirtió en director general de la radio argelina de 2006 a 2008 y, en 2010, fue nombrado director de la Biblioteca Nacional de Argelia, cargo que ocupó de 2010 a 2013. Asumió la Presidencia de la Unión de Escritores Argelinos desde 1998 hasta 2005. De 2003 a 2006, también fue presidente de la Unión General de hombres de letras árabes.

#### Carrera política
Mihoubi fue miembro del Congreso Nacional del Pueblo de 1997 a 2002. En 2008 fue nombrado Secretario de Estado de Comunicaciones. Un puesto que ocupará dos años. 
En 2015, el primer ministro Abdelmalek Sellal le ofreció la cartera del Ministerio de Cultura de Argelia, cargo que aceptó y ejerció hasta 2019. En mayo de 2017, durante una reorganización del gabinete después de las elecciones parlamentarias, fue renombrado por el presidente Bouteflika, ministro de Cultura de Argelia en el gobierno Abdelmadjid Tebboune, cargo en el que volvió a ser nombrado durante la remodelación ministerial de agosto de 2017 bajo el gobierno de Ahmed Ouyahia.
En julio de 2019, en una sesión extraordinaria de los miembros del Consejo Nacional de la Reunión Nacional (RND), es nombrado secretario general interino del partido.

## Obra
Azzedine Mihoubi es autor de diez colecciones de poesía y cuatro novelas. Recibió varios premios literarios por su poesía. En 2000, con motivo del milenio, se grabó su poema "watany" en una placa de mármol en la línea meridiana de Greenwich, en Londres, junto a 20 poetas de todo el mundo. 
Es autor de la novela Confesiones de Asskrem, que se publicó en árabe y se tradujo al francés en 2010. 
Azzedine Mihoubi también es guionista. 

## Premios y reconocimientos
- 1982   : Ganador del primer premio nacional de poesía "Qassidat Al Watan".
- 1987   : Ganador del primer premio nacional de opereta "le martyre a dit".
- 1999   : Orden de la ciudad Bischeglie, Italia en el festival mediterráneo.
- 2000   : Orden de mérito "Barca de poesía" de la ciudad de Saïda en Túnez.
- 2004   : Citado entre 500 personalidades del mundo por la enciclopedia estadounidense "¿Quién es quién? ".
- 2005   : Homenaje de la ciudad Sidi Bouzid en Túnez.
- 2006   : Medalla de oro del Instituto Americano de Biografía.